# Trichoniphona albomarmorata
Trichoniphona albomarmorata är en skalbaggsart som beskrevs av Stefan von Breuning 1968. Trichoniphona albomarmorata ingår i släktet Trichoniphona och familjen långhorningar. Inga underarter finns listade i Catalogue of Life.